# Обща теория на заетостта, лихвата и парите
„Обща теория на заетостта, лихвата и парите“ (на английски: The General Theory of Employment, Interest and Money) е книга на английския икономист Джон Мейнард Кейнс, издадена през 1936 година.
В нея Кейнс отхвърля възможността, икономиката, дори в равновесно състояние, да може, да се приспособи самостоятелно, така че да осигури пълна заетост, излагайки възгледа си, че динамичността и неконтролируемостта на пазарите е източник на цикличност в стопанското развитие.
Книгата е систематична критика на преобладаващата по това време класическа икономика и оказва силно влияние върху развитието на икономическата наука, поставяйки макроикономиката в нейния център и давайки начало на кейнсианската икономика. Тя има значителни последици и за икономическата политика, като често е използвана като теоретична обосновка за държавните разходи, бюджетните дефицити, монетарните интервенции и контрацикличните мерки на правителствата.
„Обща теория на заетостта, лихвата и парите“ е издадена за пръв път на български през 1993 година в превод на Милети Младенов.